# 아세부톨롤
아세부톨롤(acebutolol)은 베타1-선택성 아드레날린 수용체 길항제(β1-selective adrenalic receptor antagonist)이다. 고혈압 및 부정맥에 사용한다.

## 같이 보기
- 아테놀올(Atenolol)
- 메토프로롤(Metoprolol)
- 에스모롤(Esmolol)